# Sergio Ferrara
Sergio Ferrara (né le 2 mai 1945) est un physicien italien spécialisé en physique théorique des particules élémentaires et en physique mathématique. Il est réputé pour la découverte de théories introduisant la supersymétrie comme une symétrie des particules élémentaires (théories super - Yang-Mills, avec Bruno Zumino) et, avec Daniel Freedman et Peter van Nieuwenhuizen, de la supergravité. Il est membre émérite du personnel du CERN et professeur à l'université de Californie à Los Angeles.

## Biographie
Sergio Ferrara naît le 2 mai 1945 à Rome, en Italie.
En 1968, il obtient un laurea de l'université de Rome. Il travaille ensuite comme chercheur CNEN et INFN aux Laboratoires nationaux de Frascati, puis comme chercheur invité CNRS au Laboratoire de Physique Théorique de l'École normale supérieure à Paris, ainsi qu'au CERN à Genève. En 1980, il est nommé professeur ordinaire de physique théorique en Italie. L'année suivante, il devient membre du personnel de la division théorie du CERN.
En 1985, il devient professeur de physique à l'université de Californie à Los Angeles. Depuis 1986, il est cadre supérieur au Département de physique du CERN. Au cours des années 2010-2014, il est professeur invité au CERN en tant que chercheur principal de l'European Research Council Advanced Grant SUPERFIELDS. Il est actuellement cadre supérieur, émérite, au CERN.